# پسری در پیژامه راه‌راه (فیلم)
پسری در پیژامه راه‌راه (به انگلیسی: The Boy in the Striped Pyjamas) یک فیلم سینمایی تراژدی و درام تاریخی به کارگردانی مارک هرمن و محصول سال ۲۰۰۸ است که براساس رمانی به همین نام،اثر نویسندهٔ ایرلندی جان بوین ساخته شده است. داستان فیلم با موضوع هولوکاست ماجرای دو کودک هشت ساله، یکی یهودی زندانی و دیگری فرزند فرمانده نازی را مطرح می‌کند که در حین جنگ جهانی دوم به واسطهٔ اتفاقاتی به اردوگاه مرگ راه می‌یابند.